# Timo Aaltonen
Timo Aaltonen (ur. 11 kwietnia 1969) – fiński lekkoatleta, który specjalizował się w pchnięciu kulą.
Finalista mistrzostw Europy w Budapeszcie (1998). Największy sukces w karierze odniósł zimą 2000 roku zostając halowym mistrzem Europy. Dwunasty zawodnik igrzysk olimpijskich w Sydney. Tuż za podium, na czwartym miejscu, zakończył start w halowych mistrzostwach świata w 2001 roku.
Medalista mistrzostw Finlandii i reprezentant kraju w pucharze Europy oraz meczach międzypaństwowych.
Rekordy życiowy: stadion – 20,70 m (1 lipca 2000, Eurajoki); hala – 20,62 m (27 lutego 2000, Gandawa).

## Osiągnięcia
| Rok  | Impreza                   | Miejsce   | Pozycja     | Wynik |
| ---- | ------------------------- | --------- | ----------- | ----- |
| 1998 | Mistrzostwa Europy        | Budapeszt | 12. miejsce | 18,59 |
| 2000 | Halowe mistrzostwa Europy | Gandawa   | 1. miejsce  | 20,62 |
| 2000 | I liga pucharu Europy     | Bærum     | 1. miejsce  | 20,37 |
| 2000 | Igrzyska olimpijskie      | Sydney    | 12. miejsce | 18,64 |
| 2001 | Halowe mistrzostwa świata | Lizbona   | 4. miejsce  | 20,24 |